# Жорж Дьоврьо
Жорж Дьоврьо (на френски: Georges Devereux, роден като Дьорд Добо, на унгарски: Dobó György) е американски етнопсихолог от еврейски произход, един от пионерите на етнопсихоанализата.

## Биография
Роден е на 13 септември 1908 година в Лугож, Австро-Унгария (днес Румъния). След като се дипломира в Института по етнология в Париж, Дьоврьо се отправя да „изследва на място“ племената Хопи и Мохави (Северна Америка), Ророс (Меланезия), пигмеите Караумас (Нова Гвинея) и Моис седанг (Южен Виетнам). След завръщането си в САЩ прави докторат по философия (1936), а по-късно получава дипломи за психоаналитик (1952) и за психолог (1959). През 1963 г. се установява във Франция, където става научен директор в Школата по социални науки. Заедно с Х. Еленберг, Дьоврьо е един от основателите на етнопсихиатрията.
Най-важните му произведения са „Есета по обща етнопсихиатрия“ (1970), „Психотерапия на един индианец от Равнините“ (1982), „История и психоанализа“ (1985).
Умира на 28 май 1985 година в Париж на 76-годишна възраст.